# 相川火力発電所
相川火力発電所（あいかわかりょくはつでんしょ）は、新潟県佐渡市二見632にある東北電力ネットワークの火力発電所。真野湾北西岸に位置する。

## 概要
佐渡島内に電力を供給する内燃力発電方式の火力発電所。1992年6月に1号機が運転を開始、2号機までが建設され、2011年12月には3号機が増設された。
なお、佐渡島にある発電所はすべて60Hzで供給を行っている。
2020年4月、東北電力から子会社の東北電力ネットワークに移管された。

## 発電設備
- 総出力：2.75万kW[2]
- 発電方式：ディーゼル発電方式（内燃力発電）

1号機
定格出力：10,000kW
使用燃料：重油
営業運転開始：1992年6月
2号機
定格出力：10,000kW
使用燃料：重油
営業運転開始：1994年6月
3号機
定格出力：7,500kW
使用燃料：重油
営業運転開始：2011年12月1日